# 雅羅斯拉夫卡 (赫梅利尼茨基州)
49°28′52″N 27°18′36″E / 49.48111°N 27.31000°E
雅羅斯拉夫卡（羅馬化：Yaroslavka）是位於烏克蘭西部赫梅利尼茨基州赫梅利尼茨基區梅吉比日市鎮的村莊。面積3.41平方公里，海拔高度314米，2001年人口760。